# Eugen Ostwald
Eugen Ostwald (* 23. Oktober 1851 in Riga; † 12. Februar 1932 ebenda) war ein deutsch-baltischer Forstwissenschaftler.

## Leben
Ostwalds Familie war in den Ostseegouvernements beheimatet. Als Sohn eines  Böttchers studierte Ostwald von 1869 bis 1872 an der  Forstlichen Hochschule Tharandt. 1871 wurde er Corpsschleifenträger der Hubertia Tharandt. Nach sieben Jahren als Förster in  Olai hütete er von 1879 bis 1906 den ausgedehnten Waldbesitz der Stadt Riga. Von 1878 bis 1902 war er zugleich Dozent am  Polytechnikum Riga. 1907 gründete er das Livländische Landesforstbüro, das er ab 1914 leitete. Im selben Jahr gründete er die Baltische Forstliche Versuchsstation, der er ab 1920 vorstand. Die Universität Lettlands berief ihn 1920 als  o. Professor. 1930 wurde er  emeritiert.
Der Sohn Heinrich Ostwald (1877–1950) war Forstmeister in Ostpreußen und Lehrstuhlinhaber an der Humboldt-Universität zu Berlin. Der Chemiker und Nobelpreisträger Wilhelm Ostwald ist ein Bruder.

## Ehrungen
- Ehrenmitglied der Kaiserlich Livländischen Gemeinnützigen und Ökonomischen Sozietät
- Korrespondierendes Mitglied des Kaiserlich Russischen Forstinstituts in Sankt Petersburg
- Ehrendoktor der Universität Leipzig (1923)
- Ehrendoktor der Universität Riga (1926)
- Ehrenmitglied von zwei forstwissenschaftlichen und forstwirtschaftlichen Vereinigungen